# مونتغوميريشير (دائرة انتخابية في المملكة المتحدة)
مونتغوميريشير (بالإنجليزية: Montgomeryshire)‏ هي إحدى الدوائر الانتخابية في المملكة المتحدة الممثلة في مجلس العموم في برلمان المملكة المتحدة.
عضو البرلمان الذي يمثلها حالياً هو :Lembit Öpik (LD).